# بيتر د. فرنسيس
بيتر د. فرنسيس (بالإنجليزية: Peter D. Francis)‏ هو سياسي أمريكي، ولد في 1934 في سياتل في الولايات المتحدة. انتخب عضو مجلس نواب واشنطن.